# Громов, Борис Всеволодович
Бори́с Все́володович Гро́мов (род. 7 ноября 1943, Саратов) — советский и российский военачальник и политик, депутат Государственной думы Федерального собрания Российской Федерации VI созыва. Генерал-полковник (9 мая 1989), Герой Советского Союза (3 марта 1988). Губернатор Московской области (2000—2012). Полный кавалер ордена «За заслуги перед Отечеством».

## Биография
Родился 7 ноября 1943 года в Саратове в семье военнослужащих. Отец — Всеволод Алексеевич Громов, погиб на фронте в 1943 году. Мать — Марина Дмитриевна Громова.

### Учёба
В 12 лет, в 1955 году, по примеру своего родного дяди Николая Дмитриевича Лебедева, решил стать военным и вслед за старшим братом Алексеем Громовым поступил в Саратовское суворовское военное училище (брат окончил училище в 1953 году).
В 1960 году, после расформирования саратовского училища, был переведён в Калининское Суворовское военное училище в городе Калинине (ныне Тверь), которое окончил в 1962 году.
Окончил Ленинградское общевойсковое командное училище им. С. М. Кирова, где учился в 1962—1965 годах.

### Карьера в армии

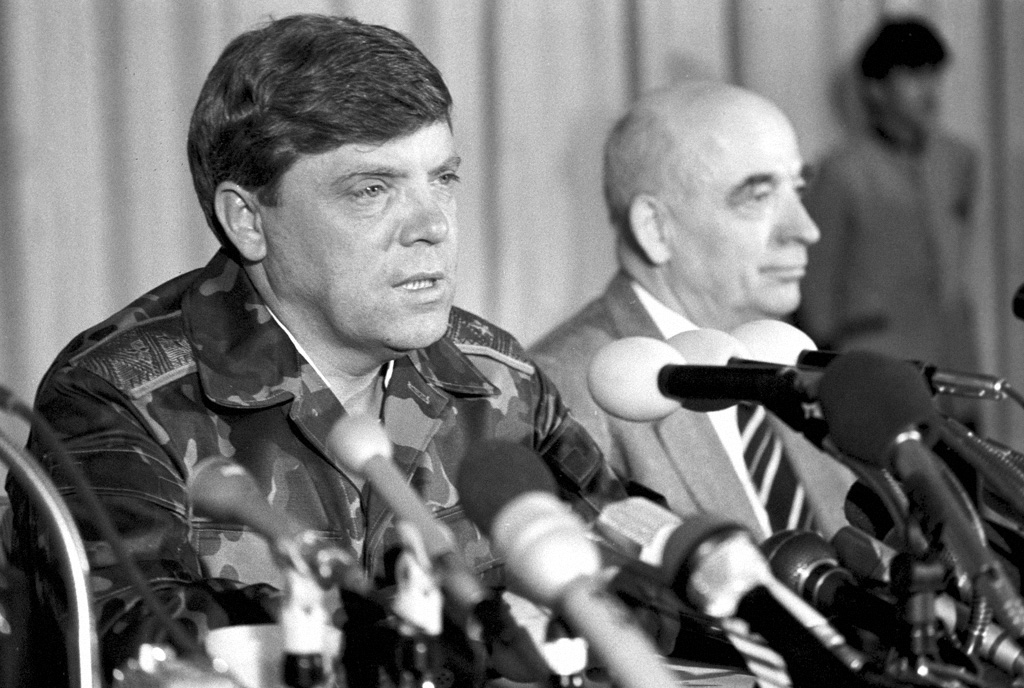
Генерал-лейтенант Борис Громов — командующий 40-й армией, май 1988 года

После училища был направлен в Прибалтийский военный округ (город Калининград). Службу начал командиром взвода, а затем стал командиром роты мотострелковой дивизии.
Через четыре года, в 1969 году, был направлен на учёбу в Москву в Военную академию имени Фрунзе. Окончил её с отличием в 1972 году. По окончании ВАФ служил на должностях командира 1-го мотострелкового батальона 36-го мсп, начальника штаба и командира 428-го мотострелкового полка и начальника штаба 9-й мотострелковой Краснодарской Краснознамённой орденов Кутузова и Красной Звезды дивизии 12-го ак СКВО Майкоп. Звания майор, подполковник и полковник получил досрочно.
Продолжил военное образование на академических курсах Военной академии имени М. В. Фрунзе, которые окончил в 1978 году.
С 1982 по 1984 учился в Военной академии Генерального штаба Вооружённых Сил СССР им. К. Е. Ворошилова, окончил с золотой медалью. В 40 лет получил воинское звание генерал-майора.
Во время войны в Афганистане трижды проходил службу в частях Ограниченного контингента Советских войск (с февраля 1980 по август 1982 года, с марта 1985 по апрель 1986 года, 1987—1989). В общей сложности, более пяти лет принимал участие в боевых действиях. С декабря 1980 по август 1982 года командовал 5-й гвардейской мотострелковой дивизией в составе 40-й армии.
В 1984 году Громов был назначен первым заместителем командующего 38-й армией Прикарпатского военного округа, а с марта 1985 по 1986 год был представителем Генерального штаба ВС СССР в Афганистане. С 1986 года по июнь 1987 года командовал 28-й армией Белорусского военного округа.
В 1988 году за разработку и успешное проведение операции «Магистраль» (по снятию блокады с осажденного афганскими повстанцами г. Хоста) Борису Всеволодовичу Громову было присвоено звание Героя Советского Союза.
В 1987—1989 годах был последним командующим 40-й армией, одновременно являясь уполномоченным правительства СССР по делам временного пребывания советских войск в Демократической Республике Афганистан. В 1989 году Громову было присвоено очередное воинское звание генерал-полковник.
Громов руководил выводом советских войск из Афганистана. Именно он разработал план операции по отходу войск через перевал Саланг, завершившийся с потерями. Покинул Афганистан при выводе войск на последнем БТРе.
15 февраля 1989 года Громов был назначен командующим войсками Краснознамённого Киевского военного округа.

### Начало политической деятельности

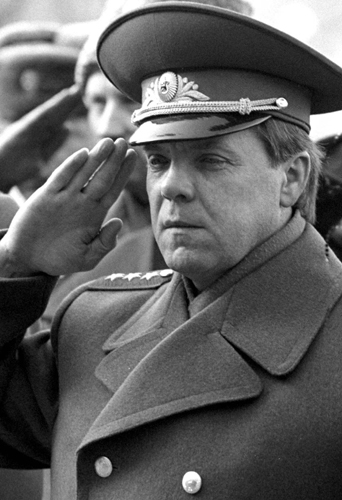
Громов в звании генерал-полковника Советской армии (с 1989 года). Фото Михаила Евстафьева

В начале 1989 года в СССР был создан новый высший орган государственной власти — Съезд народных депутатов СССР. В том же году Борис Громов был избран народным депутатом СССР. Также в 1989 году он был избран кандидатом в члены ЦК КПСС.
1 декабря 1990 года назначен первым заместителем министра внутренних дел СССР. Через 9 месяцев на этом посту его сменит В. Ф. Ерин.
В 1990—1991 годах — член Политбюро ЦК Компартии Украины.
На Выборах президента РСФСР (1991) баллотировался в паре с кандидатом Н. И. Рыжковым в вице-президенты РСФСР. По итогам выборов пара Рыжков — Громов заняла второе место, набрав 16,85 % голосов, уступив первое место Б. Н. Ельцину-Руцкому.
На суде по делу ГКЧП заявил, что приказа о штурме Верховного Совета РСФСР не было. Его показания легли в основу оправдательного приговора Валентину Варенникову. В октябре-декабре 1991 года был начальником 1-х Центральных высших офицерских курсов «Выстрел» имени Маршала Советского Союза Б. М. Шапошникова.
6 декабря 1991 года назначен первым заместителем главнокомандующего сухопутными войсками.
С 16 июня 1992 года по 13 февраля 1995 года являлся заместителем министра обороны Российской Федерации. Бывший тогда министром Павел Грачёв позднее о начале Первой чеченской войны вспоминал: «Случилось так, что некоторые генералы — мои помощники, заместители — по различным причинам отказались или не смогли возглавить группировку, вести боевые действия. Не хочу называть их фамилии…».
В августе 1995 года назначен главным военным экспертом Министерства иностранных дел Российской Федерации в ранге заместителя министра.

### Депутат Государственной Думы (1996—1999)
В декабре 1995 года баллотировался на выборах в Государственную Думу РФ второго созыва. Возглавил список объединения «Моё Отечество», но оно не смогло преодолеть 5-процентный барьер. Однако сам Громов был избран депутатом Государственной Думы по Саратовскому избирательному округу.
В 1995—1999 годах Громов являлся членом думской фракции «Российские регионы», председатель подкомитета по контролю над вооружениями и международной безопасности Комитета Госдумы по международным делам.

### Выборы 1999—2000
В сентябре 1999 года Громов был включён в общефедеральный список избирательного блока «Отечество — Вся Россия» для участия в выборах в Государственную думу РФ третьего созыва. Но уже в октябре Громов был выдвинут группой избирателей кандидатом на должность губернатора Московской области.
19 декабря 1999 года состоялись выборы в Государственную думу РФ третьего созыва и Выборы губернатора и вице-губернатора Московской области — Борис Громов участвовал в обоих.
На выборах в Государственную Думу Громов (ОВР) был избран депутатом.
На выборах губернатора и вице-губернатора Московской области пара Борис Громов (депутат Госдумы, Отечество) и Михаил Мень (депутат Госдумы, Яблоко) набрала 20,65 % голосов, заняв второе место. Немногим больше набрали председатель Государственной думы Геннадий Селезнёв (КПРФ) и академик РАСХН Владимир Кашин — 27,6 % голосов.
Второй тур состоялся 9 января 2000 года. Пара Громов — Мень получила поддержку СПС и набрала 48,09 %, пара Селезнёв — Кашин набрала 46,39 %.
28 января 2000 года в связи с избранием губернатором Московской области Громов сложил депутатские полномочия. Его мандат был передан А. П. Владиславлеву.

### Губернатор Московской области

#### Первый срок (2000—2003)

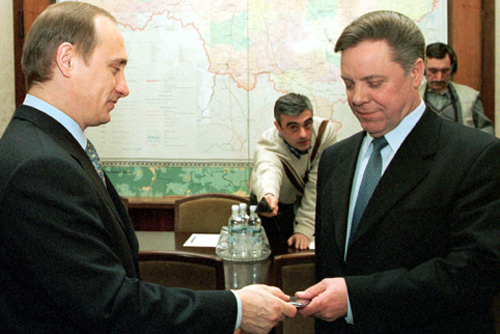
С и. о. президента России Путиным,
март 2000 года

16 марта 2000 года Громов заявил, что на президентских выборах поддержит исполнявшего обязанности президента Владимира Путина.
В первые месяцы губернаторства Громова произошло противостояние администрации Московской области с Гута-банком.
На посту губернатора Б. В. Громов уделял большое внимание совершенствованию законодательства в регионе, принимая непосредственное участие в разработке законопроектов. Согласно оценкам экспертов, более половины законопроектов, рассмотренных региональным парламентом с 2000 года, были внесены именно Громовым.
Депутат Московской областной думы Владимир Алексеев заявил:
Практически с первого дня, когда Громов стал губернатором, у нас (депутатов) возникло взаимодействие. Работалось и комфортно, и трудно. Трудно потому, что Борис Всеволодович очень серьёзно относится к любой работе, к её качеству, к актуальности, необходимости. Комфортно, потому что он умеет слушать и умеет учитывать мнение других, соглашаться с чужой точкой зрения. Это, на мой взгляд, очень важно для руководителя.
Большое внимание Громов уделял и развитию спорта в регионе. В частности, в период с 2000 по 2010 год были возведены спортивные объекты для проведения соревнований международного уровня: первая искусственная трасса в России для санного спорта, бобслея и скелетона «Парамоново» (Дмитровский район), конькобежный центр «Коломна», многоцелевые стадионы «Метеор» (Жуковский), Труд Подольск, Спорткомплекс Подолье Ерино, футбольный стадион Арена «Химки», дворец спорта "Арена «Мытищи», дворец водных видов спорта «Руза».

#### Второй срок (2003—2007)
В июне 2003 года Борис Громов заявил о своем намерении баллотироваться на второй срок на пост губернатора Московской области.
28 августа на конференции московского областного отделения партии «Единая Россия» было принято решение предложить Громову возглавить региональный список партии на выборах в Госдуму. В сентябре он был включён в общефедеральный список партии «Единая Россия» № 1 в региональной группе «Московская область» для участия в выборах в Государственную Думу четвёртого созыва.
17 сентября 2003 года депутаты Московской областной думы удовлетворили просьбу Громова о сокращении срока его полномочий и назначили выборы губернатора Подмосковья на 7 декабря 2003, чтобы совместить их с парламентскими (срок полномочий Громова должен был истечь в феврале 2004).
2 октября Громов заявил, что намерен повторно баллотироваться на пост губернатора как независимый кандидат. До 6 ноября действующий губернатор Громов собрал требуемые Законом для регистрации кандидатом 80 тысяч подписей избирателей.
7 декабря 2003 года в один день состоялись выборы депутатов Государственной думы третьего созыва и выборы губернатора Московской области. На выборах в Государственную думу Громов был избран депутатом, но снова отказался от мандата. На выборах губернатора также одержал победу, набрав 83 % голосов. На втором месте оказался кандидат «против всех» (9,69 %), на третьем — Алексей Митрофанов (4,12 %).
С 19 декабря 2003 по 19 июля 2004 — член президиума Государственного совета Российской Федерации.
27 ноября 2004 года на съезде «Единой России» был избран в состав Высшего Совета партии.
22 ноября 2005 года Президент Белоруссии Александр Лукашенко наградил Бориса Громова орденом Дружбы народов.
В конце ноября 2005 года 62-летний Громов официально вступил в партию «Единая Россия» на съезде партии в Красноярске. Вручение партийного билета состоялось в декабре.
Одними из наиболее крупных дорожных проектов, получивших поддержку Громова, стали строительство платной Центральной кольцевой автодороги (ЦКАД), которая должна была значительно разгрузить многие трассы Москвы и Подмосковья, а также строительство скоростной автотрассы Москва — Санкт-Петербург. Решение о трассе было принято российскими властями в 2004 году, а 28 апреля 2006 года Громов подписал постановление правительства Подмосковья, регламентирующее это строительство в Московской области. Согласно проекту, строительство магистрали должно было привести к вырубке 1000 га Химкинского лесопарка, что вызвало сильный общественный резонанс и затянувшийся конфликт вокруг Химкинского леса. В августе 2010 года президент России Дмитрий Медведев приостановил строительство через Химкинский лес, однако Громов продолжал настаивать на прокладке дороги по проекту, утвержденному ранее. В декабре 2010 года специальная комиссия правительства РФ поддержала проект строительства дороги.

#### Третий срок (2007—2012)

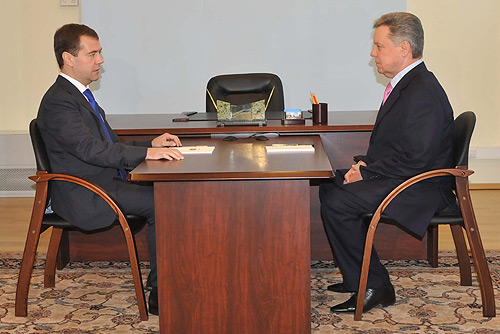
С президентом РФ Дмитрием Медведевым, 14 октября 2008 года

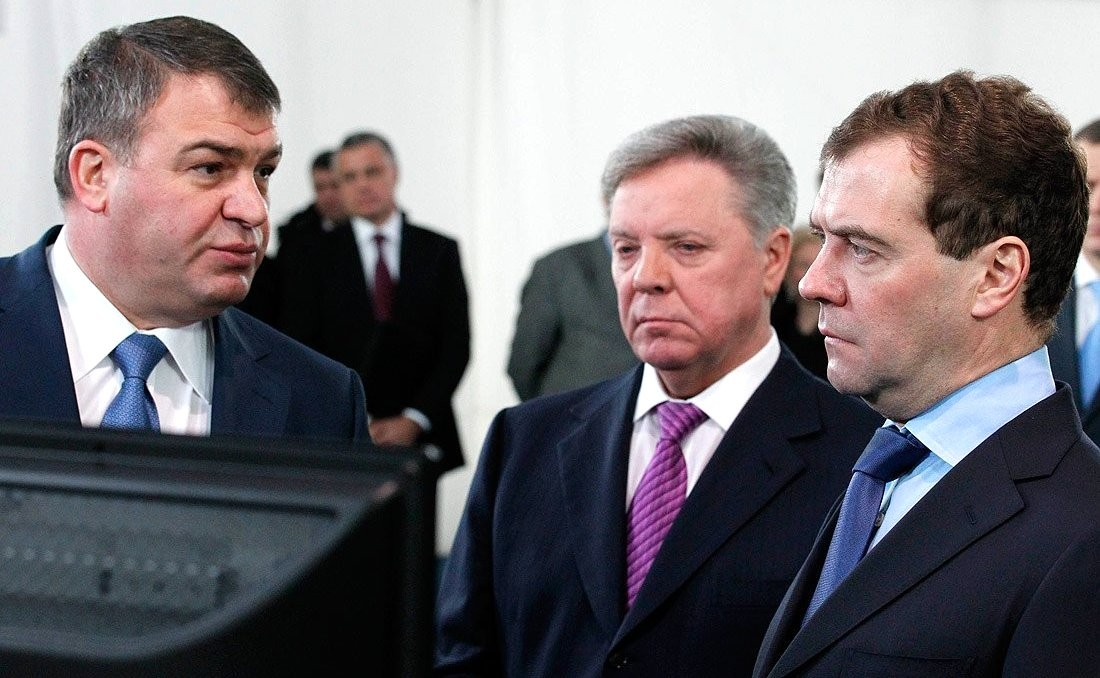
С президентом РФ Д. Медведевым и министром обороны А. Сердюковым,
январь 2011 года

Полномочия второго пятилетнего срока губернатора истекали, в соответствии с законом, лишь в 2008 году, однако уже 18 апреля 2007 года, докладывая Владимиру Путину о ситуации в регионе, Громов обратился к президенту РФ с вопросом о доверии. 2 мая 2007 года Владимир Путин внёс в Мособлдуму (избранную в марте) кандидатуру Бориса Громова для утверждения его в должности главы правительства Московской области. 4 мая 2007 года президентом РФ Владимиром Путиным был назначен губернатором Московской области на третий срок с формулировкой «в связи с успехами в развитии региона». Кандидатура Громова на посту губернатора была единогласно поддержана депутатами Московской областной думы IV созыва, за него проголосовали все 50 парламентариев. Однако уже в конце 2008 года возникли предположения о скорой отставке Громова. В декабре 2008 года СМИ сообщали, что Громова якобы назначат послом на Украину, но позже эта информация была опровергнута.
В начале 2009 года Московская область столкнулась с чрезвычайной финансовой ситуацией. К 1 июня долг Московской области составил 155,2 млрд рублей, превысив предельно допустимый объём на 1 %. Тогда же Громов был вынужден отправить в отставку своего первого заместителя — вице-губернатора Алексея Пантелеева (формально Пантелеев по собственному желанию ушёл в отпуск с последующим увольнением). Также в начале июля Громов публично заявил, что в подмосковном бюджете осталось «не очень много денег» на текущие расходы региона. «Улучшения не будет. Будет только ухудшение. Ту жизнь, которой мы жили раньше, нужно забыть», — сказал губернатор.
В дальнейшем губернатор Громов продолжил укреплять команду высших должностных управленцев региона. В мае Мособлдума приняла поправки в устав области, позволяющие вместо одного вице-губернатора назначать двух. На новую должность был назначен Николай Седов, бывший до этого заместителем руководителя Федеральной налоговой службы. В сфере полномочий Седова было обозначено курирование финансово-экономического блока. Также депутаты утвердили двух новых заместителей председателя правительства Московской области — Владимира Жидкина, который до этого уже исполнял обязанности зампреда, и Романа Агапова — бывшего руководителя аппарата правительства.
В июне 2010 года РЖД, в связи с плановым ремонтом путей, сократила количество пригородных электричек, отправляющихся с Курского вокзала, что привело к значительному увеличению нагрузки на транспортную сеть Московской области. Наибольшие проблемы возникли на Ленинградском шоссе и Горьковском направлении железной дороги. 2 июля Борис Громов оригинально прокомментировал транспортный коллапс на Ленинградском шоссе: «Я летаю на вертолёте. Вам тоже надо покупать вертолёты вместо машин — дороги не нужны».
1 сентября 2010 года Громов заявил, что настаивает на строительстве скоростной трассы Москва — Санкт-Петербург через Химкинский лес, заявив о намерении направить письма к президенту Российской Федерации Дмитрию Медведеву и председателю правительства России Владимиру Путину. В поддержку позиции губернатора в Химках в течение нескольких дней проводился опрос жителей, в результате которого более 20 тысяч граждан подписались за существующий проект строительства автомагистрали. В декабре 2010 года специальная комиссия правительства РФ данный проект одобрила.
Громов прокомментировал ситуацию следующим образом:
«В своих письмах я опираюсь, прежде всего, на мнение жителей Химок, а также на неоднократные экспертизы, которые уже были проведены ранее при разработке данного проекта».
9 февраля 2011 года газета «Век» сообщила со ссылкой на представителей общественного движения «Громову. НЕТ»: «Губернатор Громов потребовал на выборах 4 марта обеспечить 75 % голосов для кандидата в президенты Владимира Путина. Таким образом, он намерен исправиться за провал партии „Единая Россия“ на прошедших выборах в Госдуму: партия власти набрала меньше 33 % голосов, что почти в 2 раза меньше голосов по сравнению с 2007 годом». «Нынешний губернатор и его окружение, — говорят активисты, — рассчитывают, что оглушительный успех Владимира Путина в Подмосковье 4 марта даст надежду на переназначение Бориса Громова».

##### Выборы в Госдуму и Мособлдуму
В сентябре 2011 года Борис Громов был включён в списки партии «Единая Россия», которые затем были выдвинуты на выборах депутатов Государственной думы и выборах депутатов Московской областной думы в декабре 2011 года в единый день голосования. На выборах в Государственную думу Громов был первым номером в региональной группе Московская область. На выборах в Московскую областную думу Громов возглавил список партии «Единая Россия».
По итогам выборов в Госдуму «Единая Россия» набрала в Московской области 33,5 % голосов и соответствующая региональная группа получила 7 мандатов. 10 декабря был опубликован список избранных депутатов, среди которых был и Громов. По итогам выборов в Московскую областную думу «Единая Россия» набрала 33,18 % и получила 9 мандатов. На этих выборах Громов также получал депутатский мандат.
Однако Громов, не скрывавший своего участия в выборах в качестве «паровоза», отказался от обоих мандатов. В итоге 15 декабря мандат депутата Госдумы был передан Владимиру Кононову (№ 8 в региональной группе Московская область), а мандат депутата Мособлдумы — министру экологии Московской области Алле Качан.

##### Последние недели на посту губернатора
Официально последние 5-летние полномочия Бориса Громова, как губернатора Московской области, истекли 11 мая 2012 года. В соответствии со ст. 26.1 Федерального закона от 11 июля 2001 года № 95-ФЗ «О политических партиях» консультации лица, уполномоченного президентом РФ Дмитрием Медведевым, с партией «Единая Россия» по вопросу выдвижения кандидатур на должность губернатора Московской области проводятся не позднее, чем за 45 дней до истечения срока полномочий губернатора, то есть до 19 марта. Предложения о кандидатурах вносятся президенту Российской Федерации не позднее, чем за 40 дней до истечения срока полномочий губернатора, то есть до 24 марта.
В связи с этим уже в марте, после президентских выборов, на которых победил Владимир Путин, возник вопрос о новой кандидатуре на пост губернатора. Уход Громова с губернаторского поста при этом не становился какой-либо сенсацией, поскольку в связи с большим количеством нерешённых проблем области, накопившихся за 12-летний период его губернаторства, завершение его карьеры прогнозировалось уже последние несколько лет.
Эксперты называли среди возможных преемников подмосковного губернатора главу Минтранса Игоря Левитина, главу Минрегионразвития Виктора Басаргина, главу Минприроды Юрия Трутнева и главу Высшего совета «Единой России», экс-спикера Госдумы Бориса Грызлова. 30 марта 2012 года Глава МЧС России Сергей Шойгу заявил о готовности стать губернатором Московской области, если этот пост будет доверен ему по решению Президента России при поддержке парламента Подмосковья.
Один из авторитетных экспертов, генеральный директор Центра политической информации, политолог Алексей Мухин заявил:
На самом деле с отставкой Громова не то что не поторопились, но и явно уже затянули, это нужно было сделать уже давно. Судя по накопленным в регионе проблемам, по нарастающему дефициту областного бюджета, по настроениям граждан, в конце концов, отставка Бориса Громова должна была произойти не то что вчера, а позавчера. Ситуация в Московской области уже настолько накалена, что нужно просто торопиться с этим кадровым решением, иначе «рассерженные горожане» появятся и здесь.
Так оценил дальнейшие перспективы Бориса Громова ведущий эксперт Центра политической конъюнктуры, политолог Павел Салин:
Судя по тому, что Громов находится в преклонном возрасте, но при этом ещё и не старик, на какую-либо должность в номенклатуре ему вряд ли стоит рассчитывать. Скорее всего, он уйдёт в GR-структуру какой-либо крупной компании, которая имеет интересы в Московской области, и будет работать там «записной книжкой», поскольку за 10 лет он расставил довольно много своих людей на ключевые посты в регионе. Новый губернатор быстро их сменить не сможет, и у Громова будет 1—3 года, чтобы иметь возможность напрямую позвонить какому-нибудь чиновнику, который обязан ему карьерой в Московской области, и о чём-либо его попросить. Этим он и будет кормиться. В принципе, стандартная карьера для такого рода отставников.
23 марта 2012 года Борис Громов сообщил, что принял решение обратиться к президенту России и в Высший совет партии «Единая Россия» с просьбой не рассматривать его в качестве одного из кандидатов на пост губернатора региона на следующий период. В опубликованном пресс-службой губернатора сообщении говорилось:
«Срок моих полномочий истекает в мае, я выполнял эти высокие обязанности 12 лет и считаю, что этого вполне достаточно. Хочу выразить искреннюю благодарность жителям области, главам муниципальных образований, всем, с кем я эти годы работал. Мы пережили многое, в том числе и очень трудные времена, однако сумели вывести Московскую область в лидеры среди субъектов России по многим направлениям социально-экономического развития. И я этим горжусь».
«Forbes», подводя итоги 12-летнего правления генерал-губернатора, отмечает: «концентрация экономических проблем и коррупционных скандалов в вотчине Громова даже по российским меркам кажется отчаянно высокой».

#### Сенатор
10 мая 2012 года Московской областной избирательной комиссией утверждён депутатом Московской областной думы. Это фиктивное действие было проделано исключительно для обхода принятого незадолго до того закона, предписывающего назначать в Совет Федерации депутатов каких либо выборных органов власти. Ранее Громов отказался от мандата Мособлдумы (в декабре 2014 года Конституционный суд России признал повторную передачу мандата неконституционной). Уже через два дня 12 мая 2012 года постановлением нового губернатора Московской области Сергея Шойгу Громов назначен представителем в Совете Федерации от правительства Подмосковья. 26 июня 2013 года полномочия сенатора Громова были досрочно прекращены постановлением председателя Совета Федерации В. И. Матвиенко. На освободившееся место в сентябре 2014 года был назначен бывший депутат Госдумы, уроженец г. Жданов (ныне Мариуполь) Дмитрий Саблин, уступивший ему место в Госдуме.

### Депутат Госдумы
21 июня 2013 года Центризбирком России зарегистрировал Бориса Громова депутатом Госдумы шестого созыва от партии «Единая Россия». Вакантный мандат депутата был предложен Громову после досрочного прекращения депутатских полномочий члена фракции «Единая Россия» Дмитрия Саблина. Саблин по собственному желанию ушёл из нижней палаты парламента. Глава ЦИКа Владимир Чуров лично вручил Громову удостоверение депутата Госдумы шестого созыва. Громов получил мандат несмотря на то, что в декабре 2011 года, сразу после выборов в Госдуму, он от него отказался. Это стало возможно после того, как в марте 2013 Конституционный суд России определил, что руководящий орган политической партии, если у него есть для этого объективные причины, вправе отступить от очерёдности кандидатов при передаче вакантного мандата депутата Государственной думы. В региональной группе «Московская область» списка партии «Единая Россия» на выборах в Госдуму Громов шёл под номером 1, а Саблин под номером 5. А в декабре 2014 года Конституционный Суд Российской Федерации запретил повторную передачу мандата кандидатам, ранее отказавшимся от него ради работы в исполнительных органах, как нарушающую принцип разделения властей.

## Семья
В феврале 1969 года на 33-м году жизни умер старший брат Алексей Громов (1937—1969).
3 мая 1985 года в авиакатастрофе, случившейся с военным самолётом Ан-26, вылетевшим из Львова в Москву, и который из-за ошибки авиадиспетчера столкнулся с Ту-134 рейса Таллин — Львов — Кишинёв, погибла первая жена Бориса Громова Наталья Николаевна. Он остался с двумя сыновьями Максимом (1974 года рождения) и Андреем (1980 года рождения).
В той же катастрофе Ан-26 погибли командующий ВВС Прикарпатского военного округа Евгений Крапивин — однокашник и друг Громова по учёбе в Академии Генштаба — со своими сыновьями Андреем и Александром (в числе погибших были также член военсовета округа, начальник штаба ВВС, сын космонавта В. Быковского и др. люди). Семьи Громовых и Крапивиных дружили, в Москве они вообще жили в одном доме. После гибели мужской половины семьи Фаина Крапивина — вдова Александра — осталась одна с двумя девочками-близнецами Женей и Валей, которым в день авиакатастрофы было 2 месяца. После трагедии Борис Громов и Фаина старались поддержать друг друга. Общее горе их сблизило. В 1990 году, после пяти лет одиночества, Громов женился на Фаине, семье которой помогал после трагической смерти её мужа и тестя. Он удочерил детей Фаины — близняшек Евгению и Валентину. А в 1998 году в его семье появилась дочь Лиза  - ныне Преподаватель английского языка.  Крёстным отцом девочки стал тогдашний мэр Москвы Юрий Лужков.
Старший сын Максим окончил Киевское суворовское училище, затем прошёл курс Киевского общевойскового командного училища (училище было ликвидировано в 1992 году), в настоящее время продолжает службу в армии в звании полковника.
Младший, Андрей Громов, обучался в Московском суворовском училище, после чего перешёл на юридический факультет Военного Университета.

## Отчёты о доходах
Общий доход Громова за 2002 год составил 1270000 рублей.
Официально заявленный доход Громова за 2009 год составил 2,22 млн рублей.

## Общественная деятельность

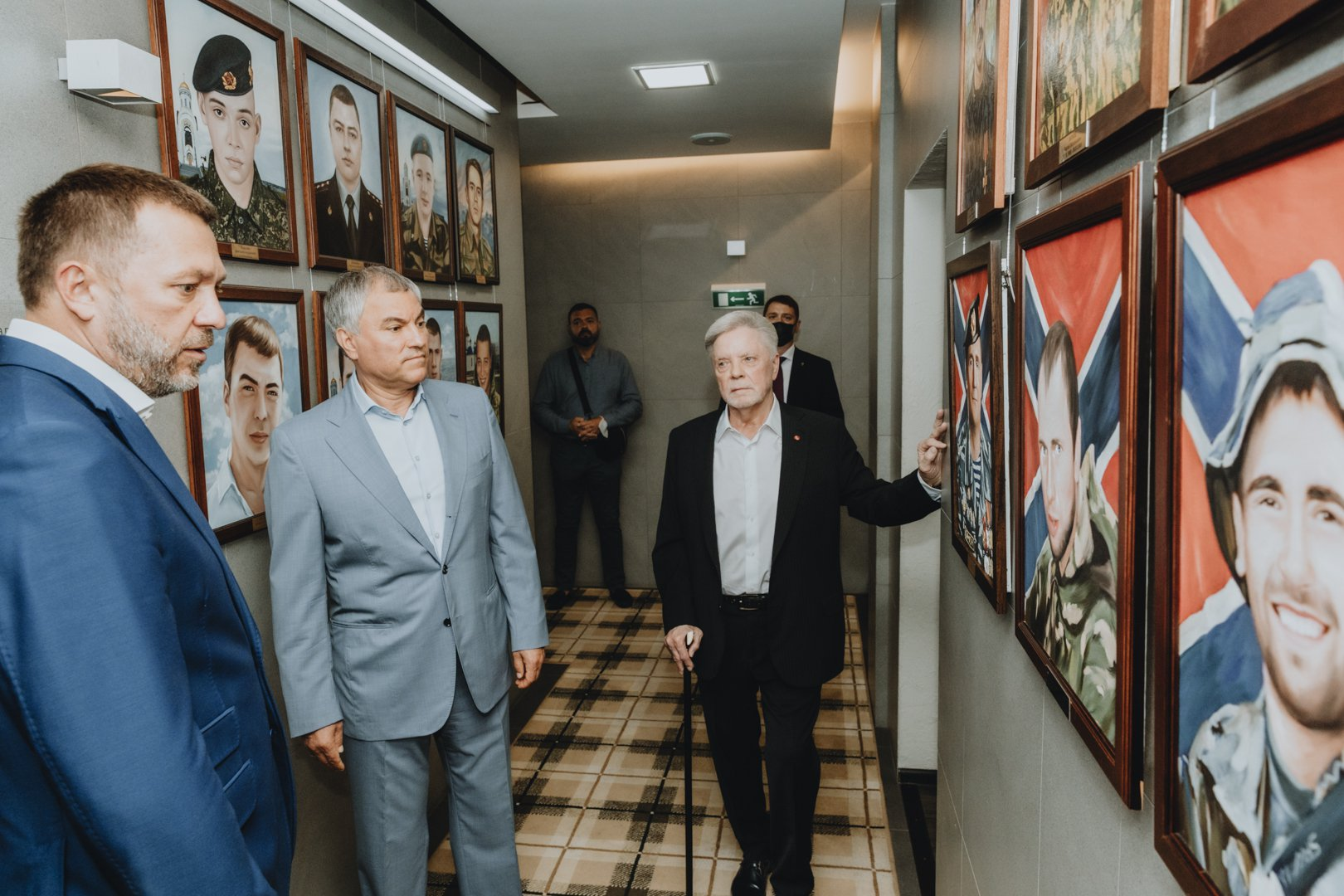
Депутат ГД, первый заместитель Председателя ВОО ветеранов «Боевое братство» Дмитрий Саблин, Председатель ГД Вячеслав Володин и Председатель ВОО ветеранов «Боевое братство», генерал-полковник Борис Громов, 2021 год

С 1997 года является лидером Всероссийской общественной организации ветеранов «Боевое Братство».

## Критика

### Финансовые проблемы Московской области
Один из эпизодов, за который Громов подвергся критике, связан с фигурой Алексея Кузнецова, который в 2000—2008 годах возглавлял областное Министерство финансов (с 2004 — в ранге вице-премьера). Ранее, с 1990 по 1998 год, Кузнецов занимал ряд руководящих должностей в Инкомбанке, обанкротившемся в 1998 году Деятельность Кузнецова в середине 1990-х гг. была предметом судебного разбирательства в США, где он, в числе других топ-менеджеров банка, подозревался в крупных растратах на личные нужды денег вкладчиков и акционеров банка, среди которых были американские компании. В июле 2008 года Кузнецов внезапно подал в отставку (Громов её немедленно принял) и покинул страну. В августе выяснилось, что Кузнецов подозревается в наличии у него двойного гражданства — РФ и США, что законодательно запрещено для государственных чиновников. Впоследствии выяснилось, что Кузнецов может быть причастен к многочисленным финансовым махинациям, главным образом с подмосковной недвижимостью, которую он якобы присваивал и записывал на фирму своей жены Жанны Буллок, гражданки США (которая также спешно покинула страну вслед за мужем). Осенью 2009 года было сообщено, что Кузнецов соучастник (или даже организатор) преступной группировки, похитившей из областного бюджета минимум 3 миллиарда рублей. Далее речь уже пошла о хищении 27 миллиардов рублей из областного бюджета. По словам аудитора счётной палаты РФ Сергея Рябухина, «объём выявленных нарушений по итогам контрольного мероприятия в пределах 92 миллиардов рублей».
Косвенно так и недоказанную вину Кузнецова некоторые СМИ перекладывали и на Громова, предполагая, что губернатор не мог не знать и о финансовых махинациях своего подчинённого, и об его двойном гражданстве (что запрещено для госслужащих), при этом позволив ему покинуть страну. Есть информация, что Кузнецов — креатура министра финансов РФ Алексея Кудрина, который ещё в 2000 году через Владимира Путина рекомендовал его Борису Громову. Некоторые журналисты полагали, что махинации Кузнецова привели к финансовым проблемам в области, и проводили параллели между делом Кузнецова и понижением кредитного рейтинга Московской области агентством Standard & Poor's с BB до B-.
Нахождение Алексея Кузнецова в розыске не помешало ему встретить Новый год на курорте Куршавель вместе с президентом Олимпийского Комитета России Леонидом Тягачёвым, управляющим делами президента Владимиром Кожиным и директором ФСО генералом армии Евгением Муровым.
Позже на «финансовые трудности Московской области» списали отмену транспортных льгот для пенсионеров и повышения тарифов, в частности, на проезд в электричках, что в январе 2010 г. вызвало широкий общественный протест, и решение было отменено. Было установлено, что к перекладыванию финансового бремени на пенсионеров причастен Министр транспорта области Пётр Кацыв, чей сын Денис Кацыв ранее обвинялся в отмывании 60 миллионов долларов в израильском банке «Апоалим» (что признано «крупнейшей в истории Израиля банковской аферой с отмыванием денег») и пошёл на сделку со следствием, заплатив израильским властям 35 миллионов шекелей. Денис Кацыв также числится учредителем нескольких фирм, зарегистрированных в Москве или области и специализирующихся по большей части в области автоперевозок и обслуживания транспорта, в той самой отрасли, которую курирует его отец. Пётр и Денис Кацывы также фигурировали в скандале с рейдерским захватом опытного завода «Стройдормаш» в подмосковных Химках.
30 июня 2011 года на пресс-конференции Борис Громов заявил:
Кузнецов из бюджета Московской области, и не только Кузнецов, к счастью для нас, ни одной копейки не своровал …это подтверждено официальными документами из Счётной палаты и других федеральных контролирующих организаций …Если Кузнецов воровал, то это было за пределами бюджета Московской области, вообще правительства. Это его личное делоГромов заявил о непричастности экс-министра финансов к хищению из бюджета. «Московский комсомолец», 30.06.2011.

### Земельные махинации
Также в крупномасштабных махинациях с землёй и недвижимостью за время правления Громова были уличены несколько глав администраций городов Московской области и их подчинённых. В последние годы Московскую область в прессе нередко называют «чемпионом по долгам и коррупции».

### Химкинский лес
Борис Громов также подвергался критике за постановление «О мерах по строительству скоростной автомобильной дороги Москва — Санкт-Петербург и развитию связанных с ней территорий» (№ 358/16 от 28 апреля 2006 года), согласно которому при постройке дороги предполагается вырубить просеку шириной 6 км в Химкинском лесу. Экологи считают излишней столь массовую вырубку деревьев для строительства коммерческих сооружений вдоль строящейся трассы.

### Клонирование Черкизовского рынка
После закрытия летом 2009 года печально знаменитого Черкизовского рынка в Москве одобрил строительство одного из его преемников — огромного оптового рынка в г. Котельники, совершенно не обращая внимание на протесты большого числа местных жителей и явные нарушения закона застройщиком. На месте будущего рынка должны были быть объекты социальной сферы: школы, детские сады, медицинские учреждения и спортивный комплекс. Однако, грязные деньги, криминал и катастрофические социальные последствия от будущего рынка для Громова оказались существенно важнее благополучия жителей области. Параллельно с этим в области взамен Черкизовского рынка было запланировано возведение по крайней мере ещё трёх (пос. Мосрентген, пос. Абрамцево, Балашиха). Оптово-розничный рынок «Сирень Балашихи», в чьём названии оказалась отражена преемственность с закрытым «Черкизоном», находившимся на Сиреневом бульваре, был построен в кратчайшие сроки в городском округе Балашиха (глава В. Г. Самоделов). Его территория находится на самой границе с Москвой и Реутовым. Сооружение рынка в охранной зоне крупного магистрального водовода, снабжающего водой около 200 тысяч жителей столицы, сопровождалось многочисленными нарушениями законодательства и нормативов, в результате чего функционирующий рынок стал представлять собой потенциальную угрозу крупной техногенной катастрофы.

### Транспортные средства Громова
В одном из выступлений Громов посоветовал москвичам покупать вертолёты:
«Я летаю на вертолёте. Надо покупать вертолёты вместо машин — дороги не нужны».

### Корпорация Подмосковье
1 апреля 2011 года на основании заявления первого заместителя председателя правительства Московской области Игоря Пархоменко от 31 марта о привлечении издательства «Эксмо» к уголовной ответственности издательства по статьям 319 и 129 УК РФ (оскорбление представителя власти и клевета) был изъят сотрудниками ГУВД Московской области со склада издательства почти весь тираж книги корреспондента Forbes Анны Соколовой «Корпорация Подмосковье: Как разорили самую богатую область России». Это вызвало широкий общественный резонанс. После разбирательства первому зампреду правительства Подмосковья Игорю Пархоменко, по заявлению которого был изъят тираж, было отказано в возбуждении уголовного дела против автора и издателей, якобы оклеветавших чиновника. 21 апреля ГУВД Московской области вернуло издательству «Эксмо» изъятый со склада тираж книги.
26 и 27 мая 2011 года в момент сбора подмосковной элиты в Москве прошли акции протеста с требованием отставки губернатора Громова. Главный лозунг жителей: «Губернатора Б. Громова в отставку!». Акции стали стартом протестной кампании жителей Подмосковья в рамках Общественного движения «Громову. НЕТ». Движение создано как межпартийное объединение жителей Московской области и добивается отставки Бориса Громова с поста губернатора и наведения порядка в Московской области. Акция 26 мая пресекалась бандитами, которые таранили машину организаторов, нападали на протестовавших, избивали их и уничтожали плакаты. 27 мая сотрудники милиции задерживали активистов, хотя акция была согласована, а неизвестные устраивали провокации.

### Утверждения о нарушениях предвыборного законодательства в Московской области
24 октября депутат Госдумы Геннадий Гудков опубликовал тезисы доклада 6 октября 2011 года в Одинцовском районе губернатора Московской области Бориса Громова с планом подготовки фальсификаций выборов в Московской области. По словам Гудкова, нарушения не ограничиваются одним докладом: «15 сентября министр печати и информации области Сергей Моисеев примерно в таком же стиле „инструктировал“ 56 главных редакторов региональных и муниципальных СМИ. В результате в Подмосковье де-факто отменена многопартийность, запрещена деятельность оппозиционных партий и „неудобных“ губернатору общественных движений, полным ходом идет подготовка к фальсификации „выборов“».
25 ноября «Независимая газета» опубликовала пересказ речи Б. В. Громова на встрече представителей сферы профессионального образования Московской области с её губернатором и Министром образования Л. Н. Антоновой в Доме правительства Московской области в г. Красногорске 23 ноября. Громов заявил, что рейтинг «Единой России» в Московской области составляет около 30 % и что он не видит объективных причин для подобного снижения показателей.
По рейтингам же «Единой России» бьют действия наших конкурентов — КПРФ, ЛДПР, Справедливой России — которые (об этом почти никому вообще не известно) организовывают сговор с целью отобрать у «Единой России» власть. Мы не должны допустить этого. Если «Единая Россия» не получит на предстоящих выборах абсолютного большинства голосов (а победит она в любом случае), то это обернётся катастрофой для страны.А вот это посерьёзнее свиста на Путина // 25 ноября 2011 в блоге haeldar.

### Санкции
7 января 2023 года, на фоне вторжения России на Украину, внесён в санкционный список Украины так как он «формирует повестку в соответствии с кремлевскими нарративами в поддержку необходимости ведения войны в Украине», а также за поддержку войны на Украине. Санкции предполагают блокировку активов, полное прекращение коммерческих операций, остановку выполнения экономических и финансовых обязательств. 13 июня 2024 года включён в санкционный список Канады.

## Награды
- Герой Советского Союза, с вручением ордена Ленина и медали «Золотая Звезда» (3 марта 1988 года).
- Орден «За заслуги перед Отечеством» I степени (25 сентября 2018 года) — за значительный вклад в развитие ветеранского движения, укрепление боевого содружества, многолетнюю активную деятельность по патриотическому воспитанию молодёжи[88].
- Орден «За заслуги перед Отечеством» II степени (6 ноября 2003 года) — за большой вклад в укрепление российской государственности и социально-экономическое развитие области[89].
- Орден «За заслуги перед Отечеством» III степени (2005).
- Орден «За заслуги перед Отечеством» IV степени (7 ноября 2008 года) — за большой вклад в социально-экономическое развитие Московской области и многолетнюю плодотворную работу[90].
- Орден Почёта (30 марта 2012 года) — за большой вклад в социально-экономическое развитие области и многолетнюю добросовестную работу[91].
- Два ордена Красного Знамени.
- Орден Красной Звезды.
- Орден «За службу Родине в Вооружённых Силах СССР» III степени
- Медаль «За боевые заслуги».
- Медаль «За заслуги в увековечении памяти погибших защитников Отечества» (Минобороны России, 2008 год) — за большой личный вклад в увековечение памяти погибших защитников Отечества, установление имён погибших и судеб пропавших без вести военнослужащих, проявленные при этом высокие моральные и деловые качества, усердие и разумную инициативу, оказание содействия в решении задач по увековечению памяти погибших защитников Отечества[92].
- Медаль «За безупречную службу» I, II, III степени
- Медаль «50 лет Вооружённых Сил СССР»
- Медаль «60 лет Вооружённых Сил СССР»
- Медаль «70 лет Вооружённых Сил СССР»
- Медаль «Ветеран Вооружённых Сил СССР»
- Нагрудный знак «Воину-интернационалисту»
- Медаль «В ознаменование 100-летия со дня рождения Владимира Ильича Ленина»
- Медаль «Двадцать лет Победы в Великой Отечественной войне 1941—1945 гг.»
- Медаль «За укрепление боевого содружества»
- Медаль «За освоение целинных земель»
- Медаль «В память 850-летия Москвы»
- Почётная грамота Президента Российской Федерации (4 июля 2009 года) — за большую работу по социально-экономической поддержке участников войн и ветеранов боевых действий[93]
- Благодарность Президента Российской Федерации (11 июля 1996 года) — за активное участие в организации и проведении выборной кампании Президента Российской Федерации в 1996 году[94].
- Благодарность Президента Российской Федерации (6 февраля 2014 года) — за активную законотворческую деятельность, заслуги в укреплении законности и многолетнюю добросовестную работу[95].
- Почётная грамота Правительства Российской Федерации (30 октября 2003 года) — за большой личный вклад в социально-экономическое развитие Московской области и в связи с 60-летием со дня рождения[96]
- Почетный гражданин города Саратова (1989)
- Почетный гражданин города Твери (14 мая 2005)
- Почетный гражданин города Подольска
- Почётный гражданин Московской области (31 мая 2012)[97]

Иностранные награды:
- Орден князя Ярослава Мудрого IV степени (Украина, 12 февраля 2014 года-лишён 15 января 2023) — за значительный личный вклад в развитие ветеранского движения, патриотическое воспитание молодёжи и по случаю Дня чествования участников боевых действий на территории других государств[98]
- Орден князя Ярослава Мудрого V степени (Украина, 7 ноября 2003 года-лишён 15 января 2023) — за весомый личный вклад в развитие экономического, научного и культурного сотрудничества между Московской и Киевской областями[99]
- Медаль «10 лет Вооружённых сил Украины»[100]
- Орден Дружбы народов (Белоруссия, 22 ноября 2005 года) — за значительный вклад в развитие экономических, научно-технических и культурных связей между Республикой Беларусь и Московской областью Российской Федерации[101][102]
- Медаль «В память 10-летия вывода советских войск из Афганистана» (Белоруссия, 13 февраля 2003 года) — за большой личный вклад в развитие и укрепление взаимодействия движений ветеранов войны в Афганистане Республики Беларусь и Российской Федерации[103][104]
- Медаль «Верность» (Афганистан, 17 ноября 1988 года)
- Медаль «Воину-интернационалисту от благодарного афганского народа» (Афганистан)
- Орден Красного Знамени (Афганистан)
- Орден «Звезда» I степени (Афганистан)

Конфессиональные награды:
- Орден Славы и Чести I степени (2012 год)[105]
- Орден святого равноапостольного великого князя Владимира I степени (2008 год) — во внимание к особым заслугам перед Московской епархией Русской Православной Церкви и в связи с 65-летием со дня рождения[106]
- Орден святого благоверного князя Даниила Московского I степени[107]
- Орден преподобного Сергия Радонежского II степени[108]
- Орден святого благоверного великого князя Димитрия Донского I степени

## Сочинения
- Громов Б. В. Ограниченный контингент [советские войска в Афганистане]. — М.: Прогресс: Культура, 1994. — 351 с. — ISBN 5-01-004412-9[109].
- Громов Б. В. Защищали, Обучали, строили // Военно-исторический журнал. — 1989. — № 3. — С. 11—15.